# Coelia triptera
Coelia triptera är en orkidéart som först beskrevs av James Edward Smith, och fick sitt nu gällande namn av George Don jr och Ernst Gottlieb von Steudel. Coelia triptera ingår i släktet Coelia, och familjen orkidéer. Inga underarter finns listade i Catalogue of Life.

## Bildgalleri

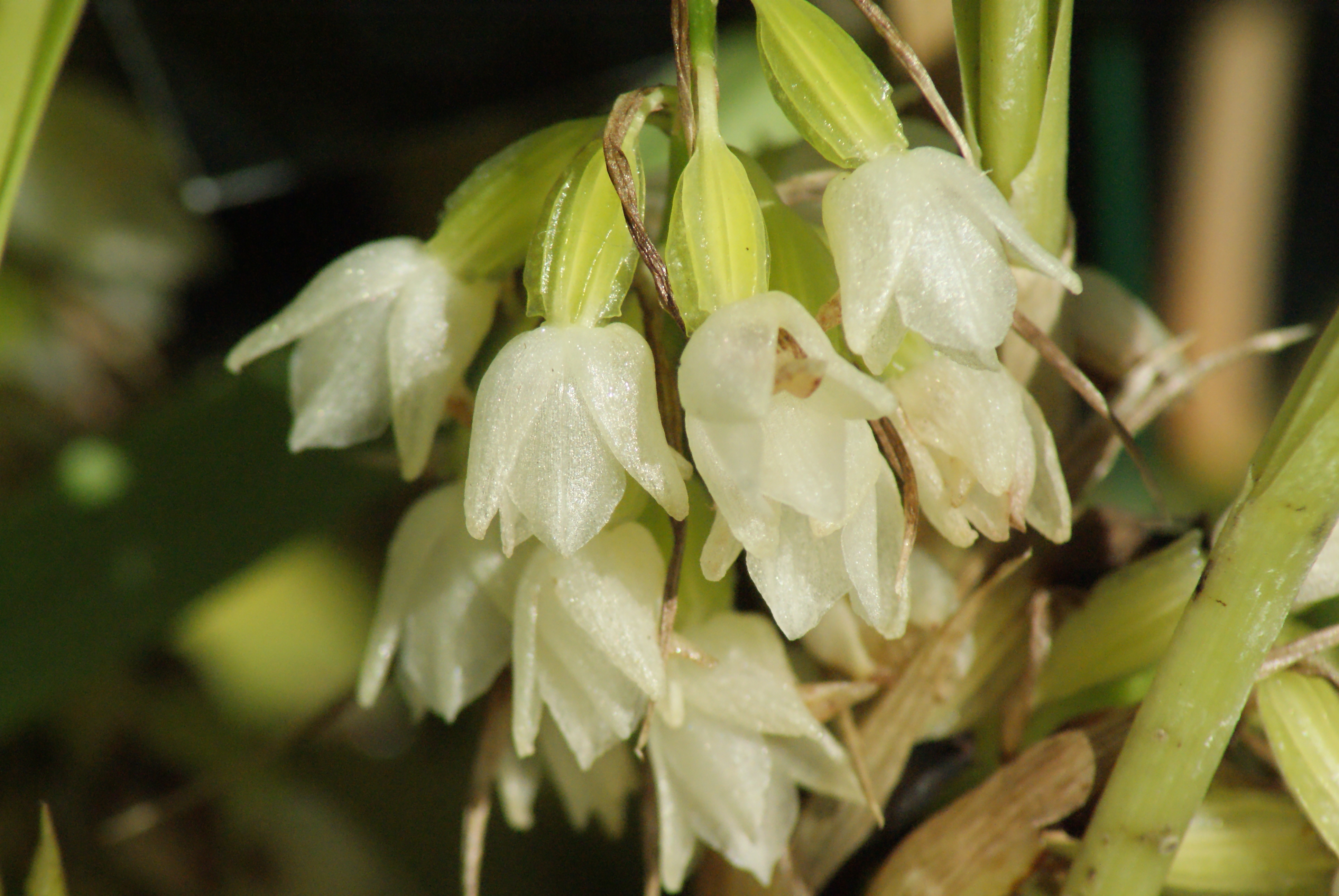